# Eilema arizona
Eilema arizona là một loài bướm đêm thuộc phân họ Arctiinae, họ Erebidae.